# Bibliothèque Czartoryski
La Bibliothèque des Princes Czartoryski (également appelée Bibliothèque Czartoryski) est une branche du Musée national de Cracovie, située au 17, rue Saint-Marc à Cracovie. Il s’agit d’une bibliothèque polonaise fondée à l’initiative des princes Adam Kazimierz Czartoryski et Izabela Czartoryska, dans la seconde moitié du XVIIIe siècle.

## Historique
La collection de livres d’Adam Kazimierz Czartoryski et d’Izabela Czartoryska était initialement conservée dans le Palais Bleu à Varsovie. En 1770, la bibliothèque comptait 1 645 imprimés et manuscrits, et publia son premier catalogue. Après 1783, elle fut transférée au Palais Czartoryski à Puławy. La collection de Puławy fut continuellement enrichie d’œuvres d’importance nationale, notamment la bibliothèque de Tadeusz Czacki, dite de Poryck, qui comprenait les archives du roi Stanisław August Poniatowski. 
Jusqu’en 1830, la bibliothèque rassembla environ 70 000 imprimés et 3 000 manuscrits. Après la chute de l’insurrection de Novembre et la confiscation des biens, les collections furent dispersées et conservées en dehors des territoires sous domination russe – à Sieniawa, Krasiczyn, Kórnik, Cracovie et Paris. La réunification des collections fut réalisée par le fils d’Adam Jerzy, le prince Władysław, qui en 1874 les installa dans l’ancien Arsenal municipal, mis à disposition par les autorités de Cracovie. La bibliothèque faisait partie intégrante du musée, officiellement inauguré en 1876. 
En 1950, les collections bibliothécaires et muséales furent placées sous la garde de l’État en tant que dépôt auprès du Musée national de Cracovie. Un bâtiment distinct, conçu par Marian Jaroszewski, fut érigé à cet effet. Il fut construit entre 1958 et 1960 à l’emplacement de l’aile arrière du Palais Wodzicki, détruite en 1939, au 11, rue Saint-John. Le transfert des collections vers ce nouveau siège s’acheva en 1961. En 1971, la Bibliothèque Czartoryski obtint le statut de bibliothèque scientifique à profil humaniste,.  
Le 29 décembre 2016, la Fondation des Princes Czartoryski, propriétaire légale des collections depuis 1991, transféra la bibliothèque ainsi que d’autres biens en pleine propriété au Musée national de Cracovie.   

## Collections
Les collections de la Bibliothèque des Princes Czartoryski rassemblent plus de 245 000 volumes, datant du Xe au XXe siècle. La bibliothèque comprend également des manuscrits enluminés médiévaux et modernes, qui faisaient partie de la collection muséale de la princesse Izabela Czartoryska. Parmi les exemples de peinture livresque conservés dans la bibliothèque figurent notamment le Livre des tournois, le Codex Aureus de Pułtusk et le Pontifical d’Érasme Ciołek,. 
Les documents historiques ayant une importance particulière pour la bibliothèque sont ceux qui attestent d’événements majeurs de l’histoire du pays, tels que: le privilège de Koszyce (1374), le privilège de Jedlnia (1430), l’acte de l’union de Horodło (1413) ou encore l’acte d’hommage prussien (1525). L’histoire de la famille Czartoryski est également conservée dans des documents familiaux. 
La bibliothèque contient également des souvenirs de personnalités connues du monde de la culture, de la science, de la politique et de la religion. Il s'agit notamment d'autographes de lettres de Martin Luther, Nicolas Copernic, Ludwig van Beethoven, Adam Mickiewicz ainsi que des premiers présidents des États-Unis.

## Galerie

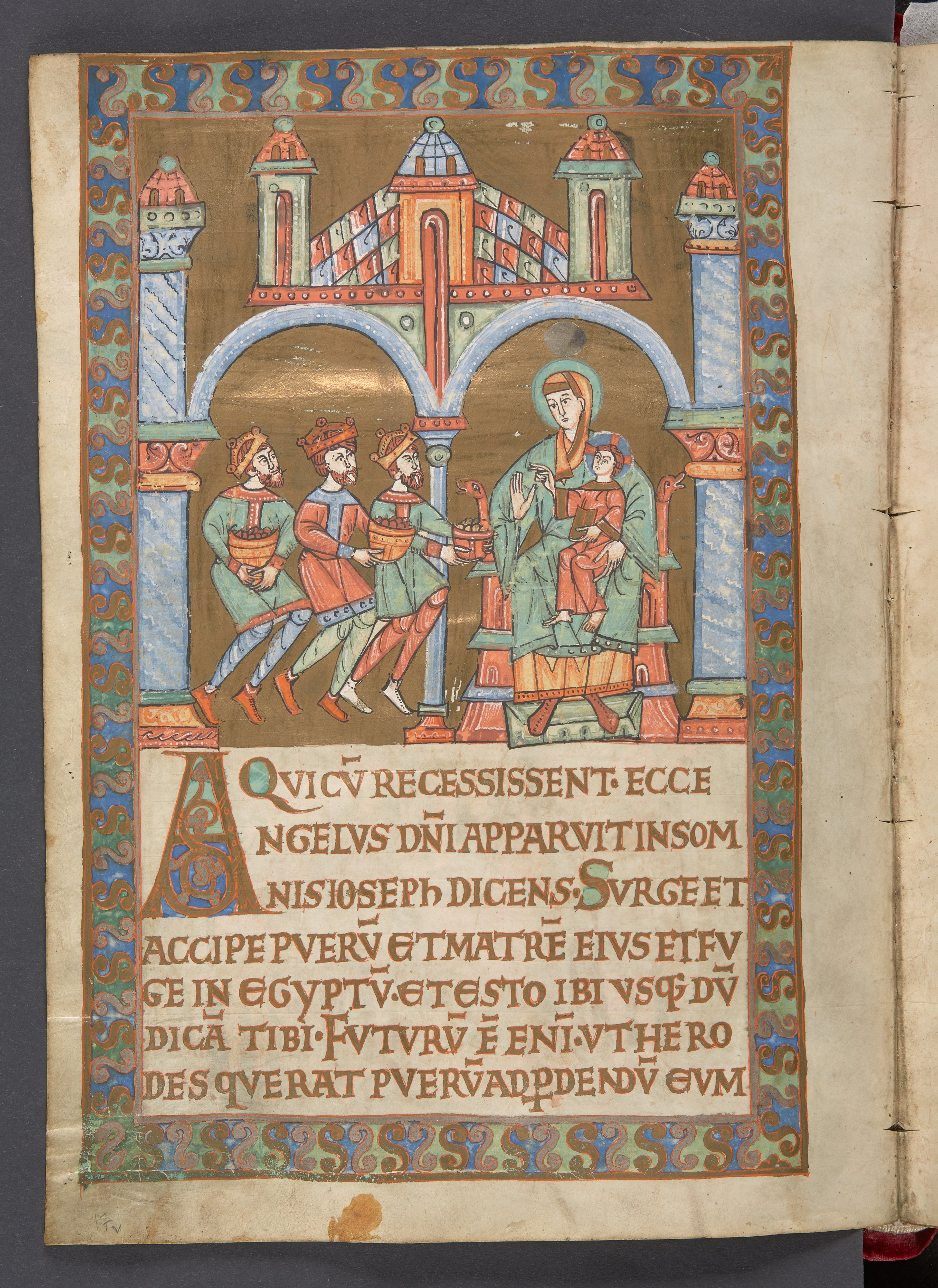
Codex Aureus de Pułtusk, années 80 du XIe siècle
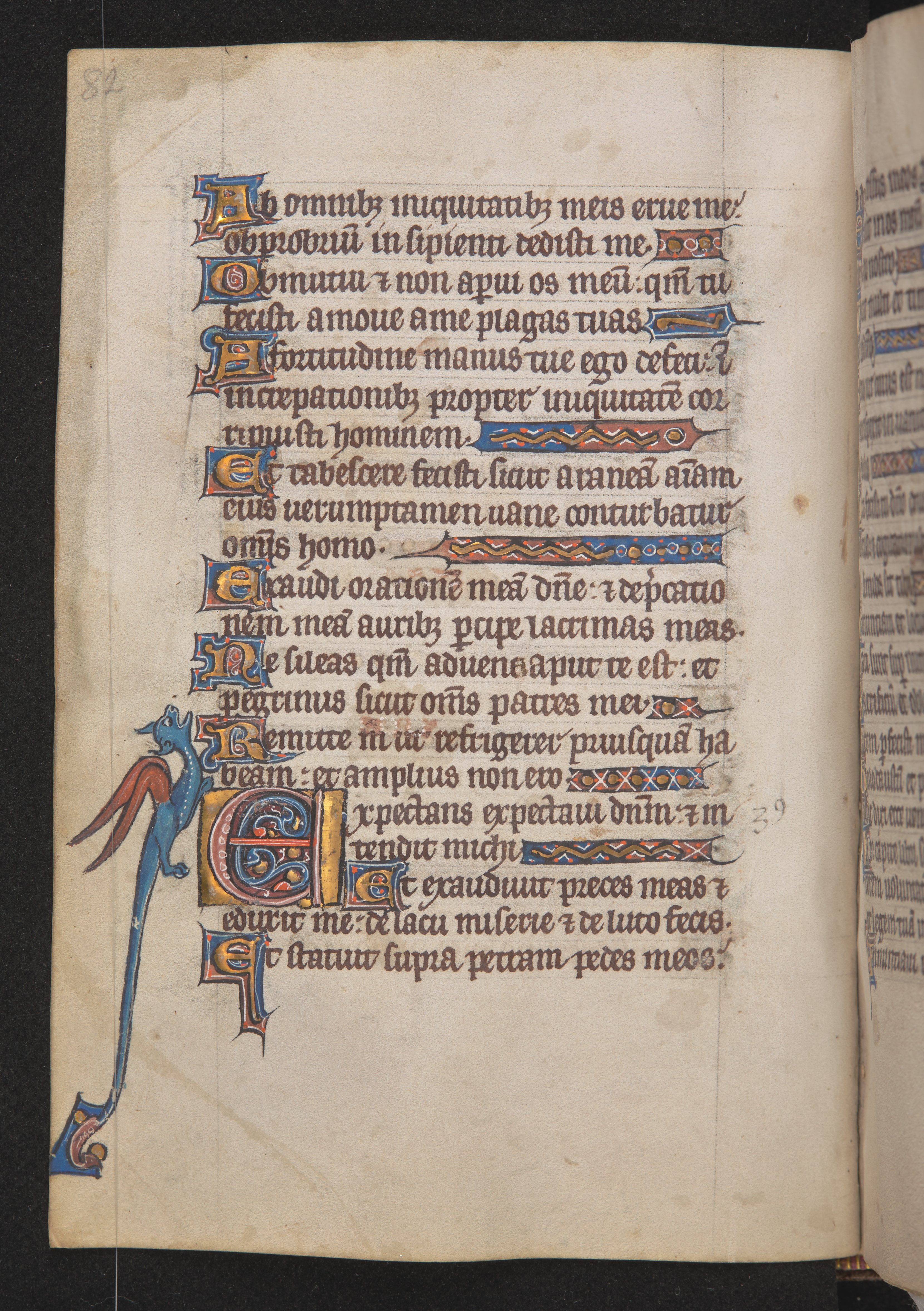
Psalterium-Horae, 1er quart du XIVe siècle
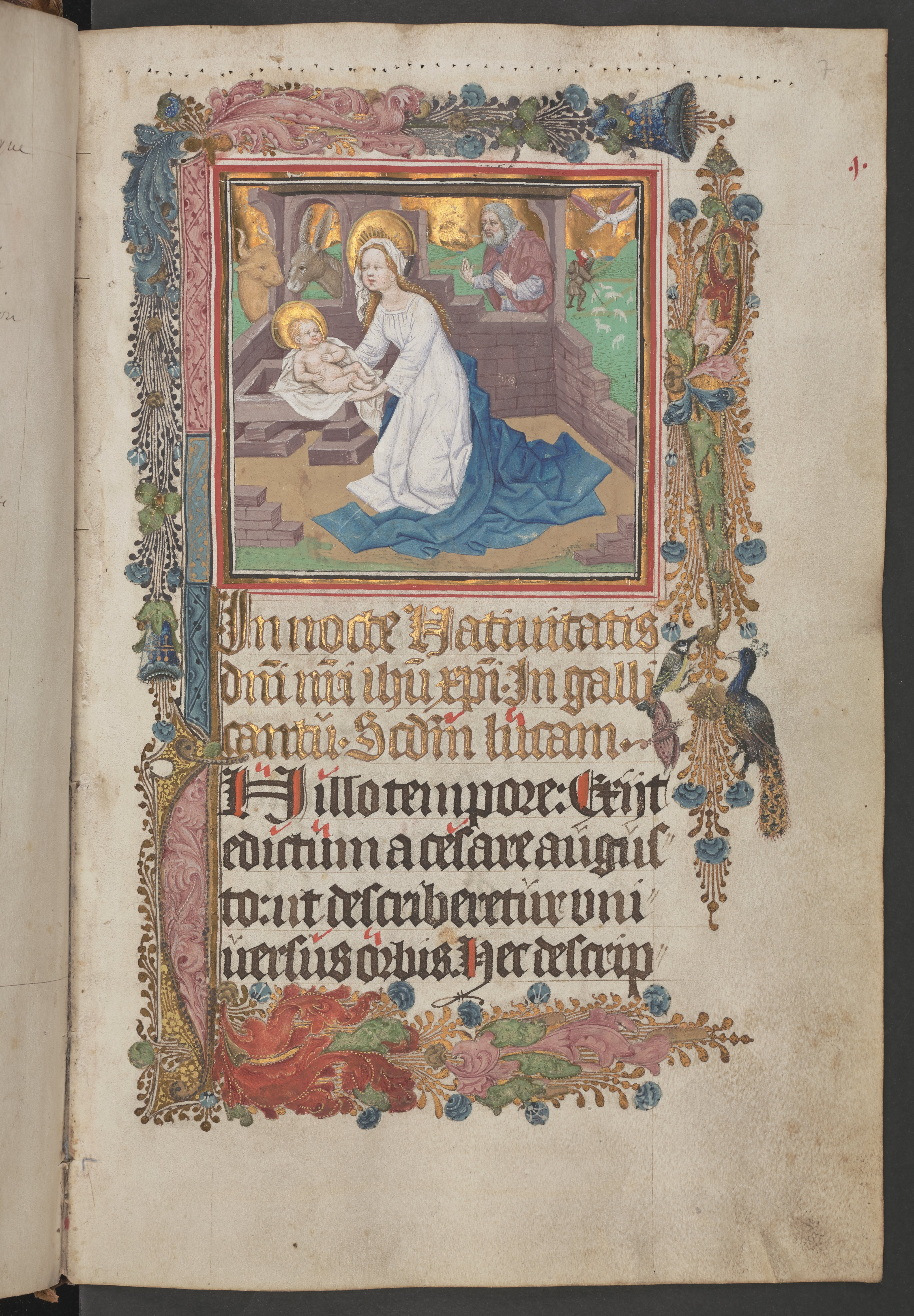
Lectiones Evangeliorum in diebus festis, Cologne, après 1461
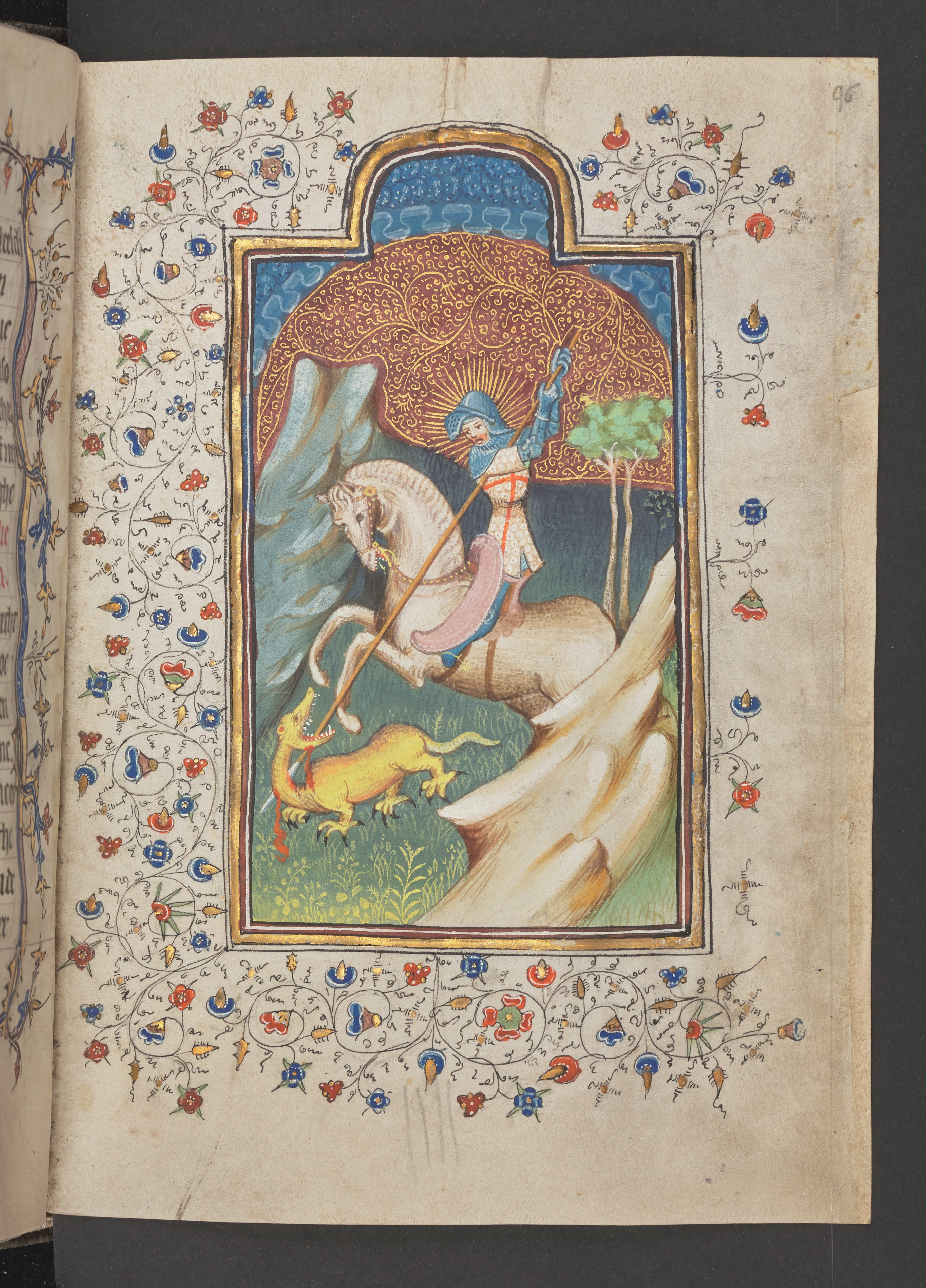
Getijdenboek, Bruges, 1er quart du XVe siècle
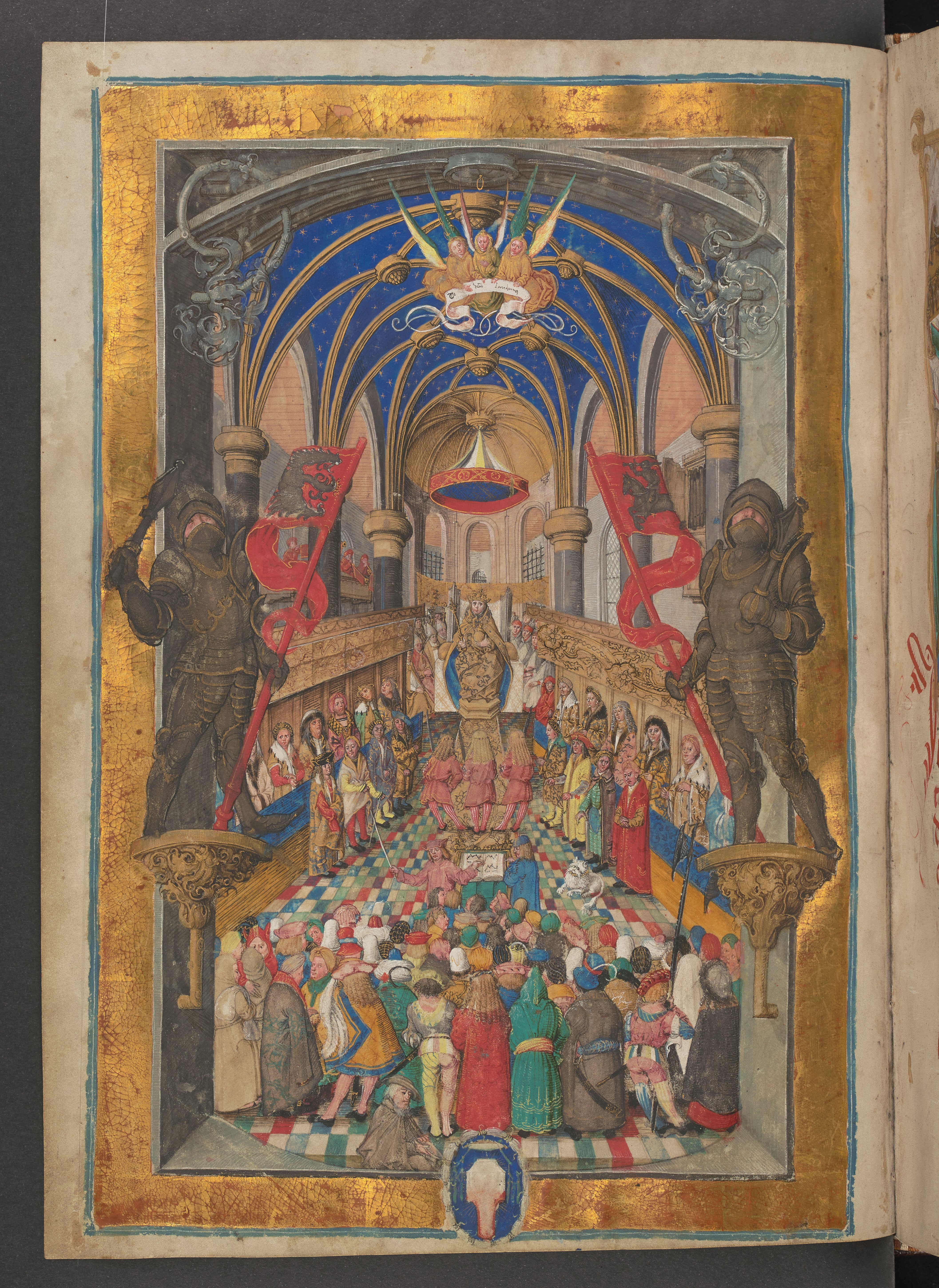
Pontifical d’Érasme Ciołek, Cracovie, 1510-1515
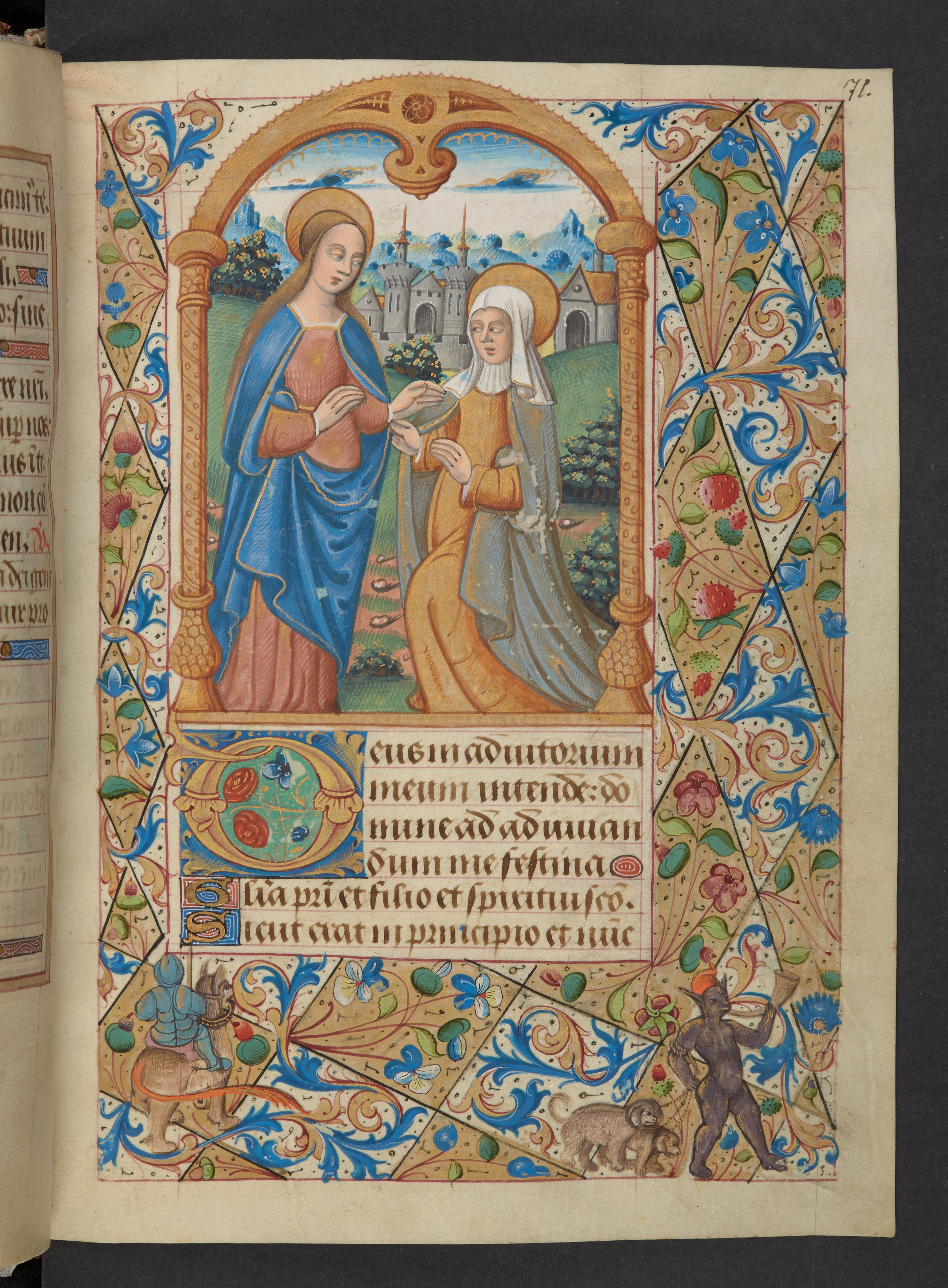
Livre d'heures, début du XVIe siècle